# Codice ATC A07
Il codice ATC A07 "Antidiarroici, Agenti antinfiammatori/anti-infettivi intestinali " è un sottogruppo del sistema di classificazione Anatomico Terapeutico e Chimico, un sistema di codici alfanumerici sviluppato dall'OMS per la classificazione dei farmaci e altri prodotti medici. Il sottogruppo A07 fa parte del gruppo anatomico A, farmaci per l'apparato digerente e del metabolismo.
Codici per uso veterinario (codici ATCvet) possono essere creati ponendo la lettera Q di fronte al codice ATC umano: QA07...  I codici ATCvet senza corrispondente codice ATC umano sono riportati nella lista seguente con la Q iniziale.
Numeri nazionali della classificazione ATC possono includere codici aggiuntivi non presenti in questa lista, che segue la versione OMS.

## A07A Anti-infettivi intestinali

### A07AA Antibiotici
A07AA01 Neomicina
A07AA02 Nistatina
A07AA03 Natamicina
A07AA04 Streptomicina
A07AA05 Polimixina B
A07AA06 Paromomicina
A07AA07 Amfotericina B
A07AA08 Kanamicina
A07AA09 Vancomicina
A07AA10 Colistina
A07AA11 Rifaximina
A07AA12 Fidaxomicina
A07AA51 Neomicina, associazioni
A07AA54 Streptomicina, associazioni
QA07AA90 Diidrostreptomicina
QA07AA91 Gentamicina
QA07AA92 Apramicina
QA07AA93 Bacitracina
QA07AA98 Colistina, associazioni con altri antibatterici
QA07AA99 Antibiotici, associazioni

### A07AB Sulfamidici
A07AB02 Ftalilsulfatiazolo
A07AB03 Sulfaguanidina
A07AB04 Succinilsulfatiazolo
QA07AB20 Sulfamidici, associazioni
QA07AB90 Formosulfatiazolo
QA07AB92 Ftalilsulfatiazolo, associazioni
QA07AB99 Associazioni

### A07AC Derivati dell'Imidazolo
A07AC01 Miconazolo

### A07AX Altri anti-infettivi intestinali
A07AX01 Brossichinolina
A07AX02 Acetarsolo
A07AX03 Nifuroxazide
A07AX04 Nifurzide
QA07AX90 Poly (2-propenal, 2-propenoic acid)

## A07B Adsorbenti intestinali

### A07BA Preparati al Carbone vegetale
A07BA01 Medicinali al carbone vegetale
A07BA51 Medicinali al carbone vegetale, associazioni

### A07BC Altri adsorbenti intestinali
A07BC01 Pectina
A07BC02 Caolino
A07BC03 Crospovidone
A07BC04 Attapulgite
A07BC05 Diosmectite
A07BC30 Associazioni
A07BC54 Attapulgite, associazioni

## A07C Elettroliti con carboidrati

### A07CA Formulazioni per Terapia reidratante orale
Il sottogruppo A07CA è incluso esclusivamente nella classificazione ATC umana.

### QA07CQ Formulazioni per terapia reidratante orale per uso veterinario
QA07CQ01 Elettroliti orali
QA07CQ02 Elettroliti orali e carboidrati

## A07D Antipropulsivi

### A07DA Antipropulsivi
A07DA01 Difenossilato
A07DA02 Oppio
A07DA03 Loperamide
A07DA04 Difenossina
A07DA05 Ossido di loperamide
A07DA52 Morfina, associazioni
A07DA53 Loperamide, associazioni

## A07E Farmaci intestinali anti-infiammatori

### A07EA Corticosteroidi a azione locale
A07EA01 Prednisolone
A07EA02 Idrocortisone
A07EA03 Prednisone
A07EA04 Betametasone
A07EA05 Tixocortol
A07EA06 Budesonide
A07EA07 Beclometasone

### A07EB Farmaci antiallergici, esclusi i corticosteroidi
A07EB01 Sodio cromoglicato

### A07EC Acido aminosalicilico e farmaci simili
A07EC01 Sulfasalazina
A07EC02 Mesalazina
A07EC03 Olsalazina
A07EC04 Balsalazide

## A07F Microrganismi antidiarroici

### A07FA Microrganismi antidiarroici
A07FA01 Organismi che producono Acido lattico
A07FA02 Saccharomyces boulardii
A07FA51 Organismi che producono acido lattico, combinations
QA07FA90 Probiotico

## A07X Altri antidiarroici

### A07XA Altri antidiarroici
A07XA01 Tannato di albumina
A07XA02 Ceratonia
A07XA03 Composti al Calcio (elemento chimico)
A07XA04 Racecadotril
A07XA51 Tannato di albumina, associazioni
QA07XA90 Salicilato di Alluminio
QA07XA91 Ossido di zinco
QA07XA99 Altri antidiarroici, associazioni